# Лоде
Лоде (итал. Lodè) — коммуна в Италии, располагается в регионе Сардиния, в провинции Нуоро.
Население составляет 2164 человека (2008 г.), плотность населения составляет 18 чел./км². Занимает площадь 121 км². Почтовый индекс — 8020. Телефонный код — 0784.
Покровителем населённого пункта считается святой Антоний Падуанский.

## Демография
Динамика населения:

## Администрация коммуны
- Официальный сайт: